# 빈탕 메단 FC
빈탕 메단 FC(Bintang Medan Football Club) 일반적으로 간단히 빈탕 메단이라고도 하는 은 인도네시아 북수마트라주 메단에 연고지를 둔 인도네시아 축구 클럽이었다. 이 팀은 리가 프리메르 인도네시아에서 뛰고 있다. PSMS 메단 구단 경영진이 LPI( 리가 프리메르 인도네시아 ) 행사를 위해 준비한 특별팀이다.

## 선수 명단

### 역대
- 안효연(2011 ~ 2012)

## 같이 보기
- PSMS 메단